# Jimena Laguna
Jimena Laguna Contreras (Pozuelo de Calatrava, 8 de diciembre de 2000) es una jugadora de balonmano y balonmano playa, internacional con la Selección Española de Balonmano Playa.

## Trayectoria
Criada en las canchas de Balonmano Pozuelo de Calatrava (de dónde salieron grandes jugadoras como Macarena Aguilar) los últimos partidos de la temporada 2018-19 (tras no jugar la fase de ascenso a División de Honor con las espartanas) firmó por el Rincón Fertilidad Málaga, tras marcar 187 goles en un total de 26 encuentros en el Grupo D de División Honor Plata (una media de 7.2 por partido). Solo estuvo esa temporada en Málaga para volver a Pozuelo la temporada siguiente, que tampoco terminó ya que se unió al Balonmano Aula Cultural en la temporada 2019-20.
A finales de la temporada 2024/25 se anunció su fichaje por el Club Balonmano Elche.

### Clubes
- 2018-2019: Pozuelo de Calatrava
- 2018-2019: Rincón Fertilidad Málaga
- 2019-2020: Pozuelo de Calatrava
- 2019-2025: Aula Cultural
- 2025–: Club Balonmano Elche

#### Datos(a fecha 1 de julio de 2024)[6]
|          | Liga | Copa | EHF | Total |
| -------- | ---- | ---- | --- | ----- |
| Partidos | 98   | 16   | 0   | 114   |
| Goles    | 395  | 26   | 0   | 421   |

### Balonmano Playa
Es una de las jugadoras clásicas de las pistas de arena en la época veraniega con su club, el Balonmano Playa Ciudad Real. Fue medalla de plata en el Campeonato del Mundo de Balonmano Playa del 2022, medalla de bronce en el Campeonato de Europa del 2023 y otra presea de plata en los European Games del 2023. En 2025,se proclamó Campeona de Europa en Turquía.
En marzo del 2024 se anunció por la IHF que formaría parte de las 32 jugadoras internacionales que disputarán un torneo de exhibición durante los Juegos Olímpicos de París en 2024. Junto a ella las españolas Patricia Encinas y Asun Batista.
En 2024 fue parte de las jugadoras del AM Team Almería subcampeonas de Europa (EHF Beach Handball Champions Cup 2024) y, en 2025, se proclamó campeona de los EBT Finals en Trapani, Sicilia.

## Galardones

### Selección española de balonmano playa
- 1 x  Medalla de plata en el Campeonato del Mundo de Balonmano Playa (2022)[12]
- 1 x  Medalla de oro en el Campeonato de Europa de Balonmano Playa (2025)[7]
- 1 x  Medalla de bronce en el Campeonato de Europa de Balonmano Playa: (2023)[13]
- 1 x  Medalla de plata en los European Games  (2023)[14]
- 1 x  Medalla de bronce en los Juegos Mundiales (2025)[15]

### Trofeos de balonmano playa
- 1 x  Subcampeonas de Europa (EHF Beach Handball Champions Cup 2024)[9]
- 1 x  Campeona de los EBT Finals 2025.[10][11]
- 1 x Campeona de España 2025.[16]

### Galardones individuales
- Guerrera de la Jornada (J6 en la 2022,[17]J5 y J13 en la 2023[18])
- Mejor jugadora juvenil de Castilla-La Mancha (2017)[19]

### Trofeos en etapa formativa
- Campeona de España Cadete
- Campeona de España Juvenil